# Amsacta lactinea
Amsacta lactinea är en fjärilsart som beskrevs av Pieter Cramer 1777. Amsacta lactinea ingår i släktet Amsacta och familjen björnspinnare. Inga underarter finns listade i Catalogue of Life.

## Bildgalleri

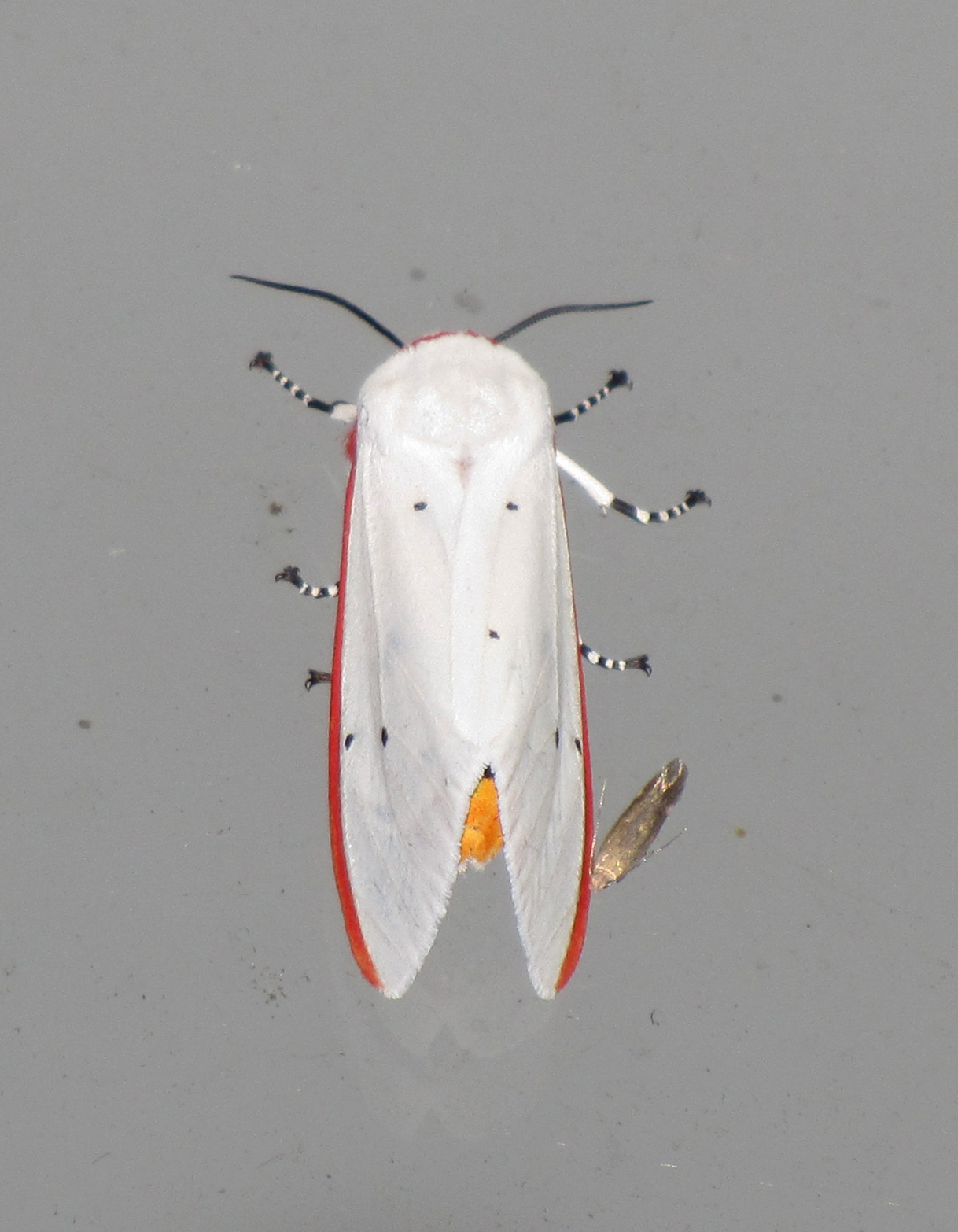